# Atlantihyla
Atlantihyla (лат.) — род бесхвостых земноводных из семейства квакш. Род был создан на основе молекулярных исследований в ходе ревизии подсемейства Hylinae Хулианом Файвовичем и его коллегами в 2018 году. Два бывших вида рода Ptychohyla были перенесены в Atlantihyla и четыре бывших вида Ptychohyla в Quilticohyla. Третий вид Atlantihyla был описан в 2020 году.

## Описание
Длина самцов колеблется от 30 до 41 мм, самок от 31 до 46 мм.

## Распространение
Эндемики Центральной Америки, в частности Гондураса и Гватемалы.

## Классификация
По данным Amphibian species of the World на май 2025 года в род включают 3 вида:
- Atlantihyla melissa Townsend, Herrera-B., Hofmann, Luque-Montes, Ross, Dudek, Krygeris, Duchamp, and Wilson, 2020
- Atlantihyla panchoi (Duellman and Campbell, 1982) — промежуточная квакша
- Atlantihyla spinipollex (K. P. Schmidt, 1936) — колючепалая квакша